# Rustem Umjerow

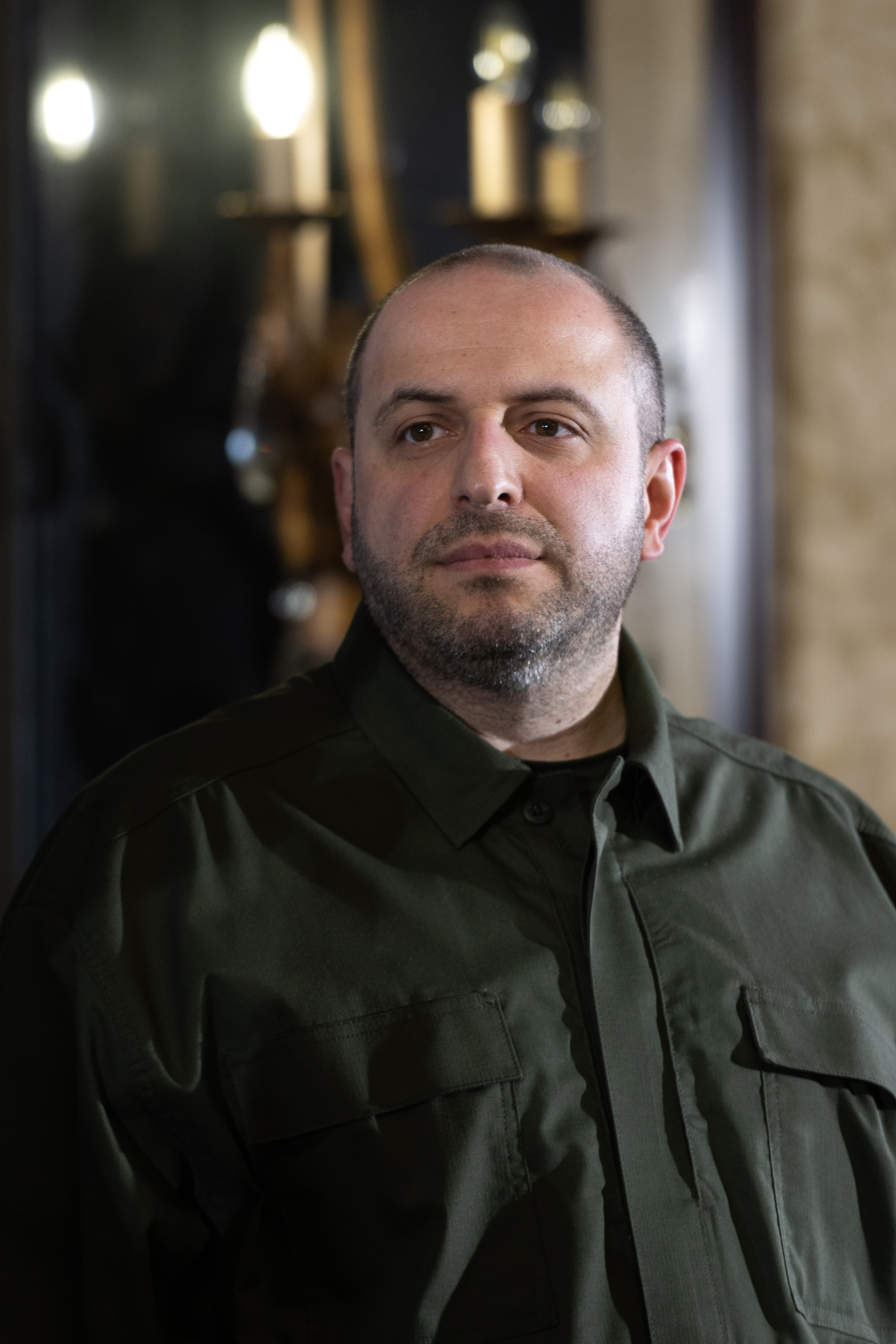
Rustem Umjerow, 2023

Rustem Enwerowytsch Umjerow (krimtatarisch Rüstem Enver oğlu Ümerov; ukrainisch Рустем Енверович Умєров; * 19. April 1982 in Samarqand) ist ein ukrainischer Politiker, Geschäftsmann, Investor und Philanthrop. Er war von September 2023 bis Juli 2025 Verteidigungsminister der Ukraine.
Umjerow war von 2019 bis 2022 Mitglied der Werchowna Rada und trat zurück, um Leiter des Staatlichen Eigentumsfonds der Ukraine zu werden.
Er ist stellvertretender Leiter der ständigen Delegation in der Parlamentarischen Versammlung des Europarats, ein Delegierter des Qurultay des krimtatarischen Volkes und Berater des ehemaligen Vorsitzenden des Medschlis des Krimtatarischen Volkes Mustafa Abduldschemil Dschemiljew. Seit Dezember 2020 ist Umjerow Ko-Vorsitzender der diplomatischen Initiative Krim-Plattform.
2023 ernannte der ukrainische Präsident Wolodymyr Selenskyj Umjerow zum Nachfolger von Verteidigungsminister Oleksij Resnikow.

## Biografie

### Herkunft
Umjerow ist der Sohn einer krimtatarisch-muslimischen Familie aus Aluschta, im Süden der ukrainischen Halbinsel Krim. Sein Vater, Enwer Umjerow, war ein Ingenieurtechnologe; seine Mutter, Merjem Umjerowa, war eine Chemieingenieurin.
Im Mai 1944 wurde Umjerows Familie zusammen mit anderen Krimtataren von der sowjetischen Regierung aus ihrer Heimat, der Krim, in die Usbekische SSR deportiert. Im Jahr 2015 erkannte die Werchowna Rada diese Deportation als Völkermord an dem krimtatarischen Volk an. Nach 50 Jahren des Exils und dem Beginn der krimtatarischen Repatriierung in den späten 1980er und frühen 1990er Jahren kehrte die Familie Umjerow in ihr Heimatland zurück.

### Ausbildung und Beruf
Umjerow erwarb einen Bachelor-Abschluss in Wirtschaftswissenschaften und einen Master-Abschluss in Finanzwesen an der National Academy of Management. 2013 gründete er zusammen mit Aslan Ömer Qırımlı die Investmentgesellschaft ASTEM und deren ASTEM Foundation. ASTEM verwaltet Investitionen in den Bereichen Kommunikationen, Informationstechnologie und Infrastruktur. Die Stiftung finanziert das ukrainische Emerging-Leaders-Programm der Stanford University.
Seit 2019 ist Umjerow Volksabgeordneter der Ukraine der Partei Stimme. Im September 2022 ernannte ihn die Werchowna Rada zum Leiter des ukrainischen Staatsvermögensfonds.

### Politik
Bei den ukrainischen Parlamentswahlen im Juli 2019 wurde Umjerow von der Partei Holos zum Volksabgeordneten der Ukraine gewählt. Er wirkte bei der Erstellung von fast 100 Gesetzesentwürfe mit, verfasste eine Erklärung der Werchowna Rada zur Illegitimität der russischen Abstimmung über Änderungen der Annexion der Krim durch die Russische Föderation und brachte einen Gesetzentwurf zur Abschaffung der freien Wirtschaftszone der Krim ein.
Umjerow half, den Bau von 1000 Wohnungen für intern vertriebene Krimtataren und andere ukrainische Bürger mit türkischer Unterstützung voranzutreiben. Anfang April 2021 vereinbarten der ukrainische Präsident Wolodymyr Selenskyj und der türkische Präsident Recep Tayyip Erdoğan, mit dem Bau der Wohnungen zu beginnen. Es wurde eine Vereinbarung zwischen der Ukraine und der Türkei von Oleksij Resnikow und Murat Kurum unterzeichnet, nach der die Türkei 500 Wohnungen bauen wird: 200 in Mykolajiw, 200 in Cherson und 100 in Kiew.
Im Mai 2020 war er Mitverfasser eines Gesetzentwurfs über die Zahlung von Krankenhausrechnungen an Ärzte wegen COVID-19, unabhängig von der Dauer der Betriebszugehörigkeit und in Höhe von 100 Prozent des Durchschnittsgehalts. Im September desselben Jahres initiierten Umjerow und andere Abgeordnete eine Resolution an die Regierung über die Umverteilung von Geldern aus dem Fonds zur Bekämpfung von COVID-19, um eine sichere Ausbildung während der Quarantäne zu gewährleisten. Er war Mitverfasser eines Gesetzentwurfs zur Einführung eines Verfahrens zur Anerkennung von Staatenlosen. Das Gesetz trat im Juli 2020 in Kraft. Umjerow arbeitete an einem Gesetzesentwurf mit, der Binnenflüchtlinge von der Kurtaxe für das Wohnen in temporären Unterkünften befreit, das im Oktober 2020 in Kraft trat.

#### Internationale Tätigkeit

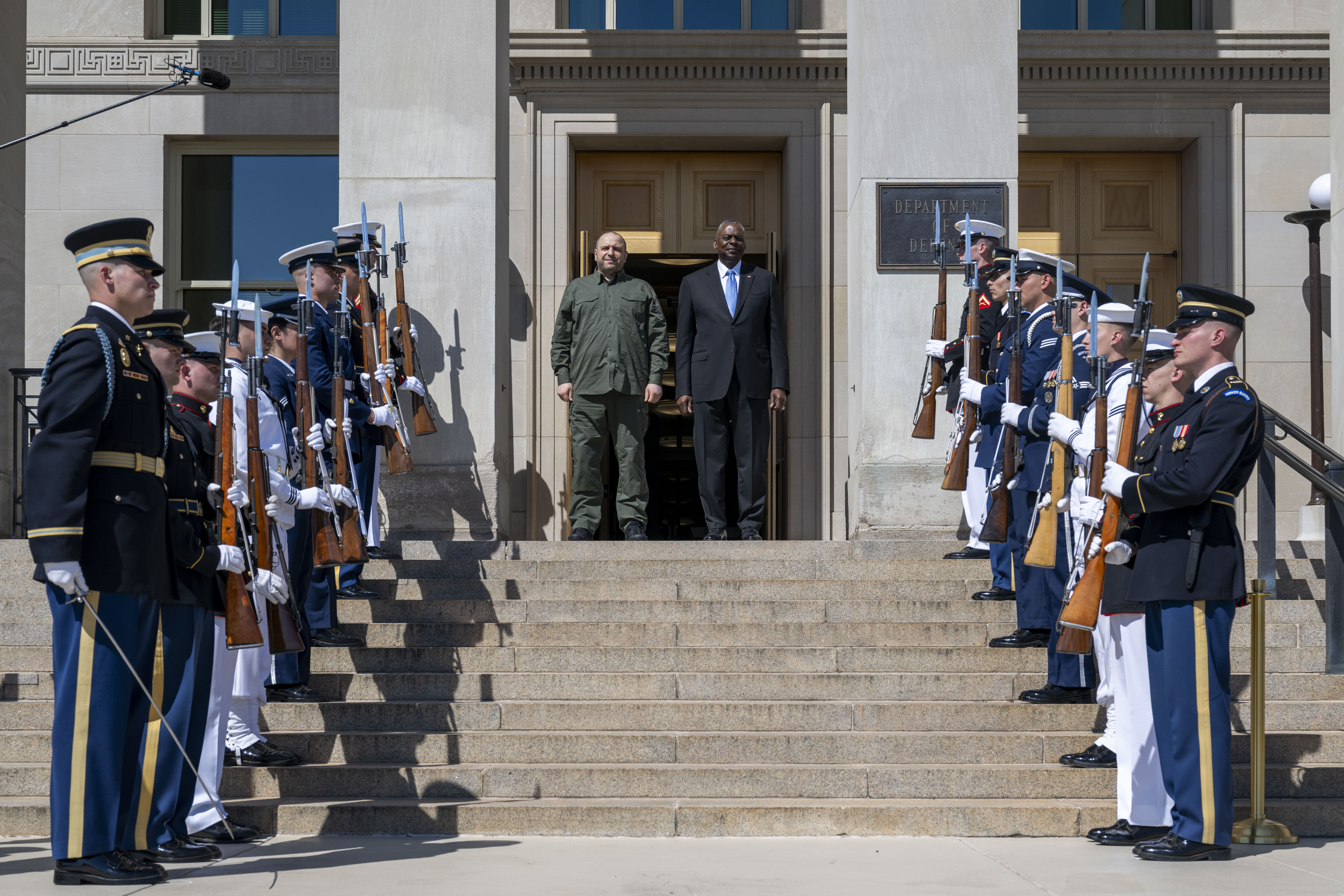
Umjerow tritt, wie Präsident Wolodymyr Selenskyj, bei offiziellen Anlässen in Kampfkleidung auf. Hier bei einem Treffen mit seinem Amtskollegen, dem Verteidigungsminister Lloyd Austin der Vereinigten Staaten am 2. Juli 2024

Umjerow ist stellvertretender Leiter der ständigen Delegation in der Parlamentarischen Versammlung des Europarates (PACE), und ist Ko-Vorsitzender der Gruppen für interparlamentarische Beziehungen mit Saudi-Arabien und der Türkei. Im Mai 2020 appellierte er an die UN, das Europäische Parlament, die Parlamentarische Versammlung des Europarates, die OSZE, die NATO und die Organisation für wirtschaftliche Zusammenarbeit im Schwarzmeerraum, die Opfer des Völkermords an den Krimtataren zu ehren und die Verletzung ihrer Rechte und Freiheiten durch Russland zu verurteilen. Im Januar 2021 sprach Umjerow als Teil einer Delegation zur PACE-Wintersitzung die Frage der Verletzung der Rechte von Ukrainern und Krimtataren auf der Krim durch die russischen Besatzer an. Ukrainer und Krimtataren werden aufgrund ihrer ethnischen Zugehörigkeit und ihrer ukrainischen Position von der Besatzungsverwaltung kontrolliert, was zu Repressionen und illegalen Inhaftierungen führt. Ethnisches Profiling führt dazu, dass russische politische Geiseln nicht medizinisch versorgt werden. Umjerow sprach die Zwangsimpfung ukrainischer Bürger auf der Krim durch Russland mit dem Sputnik V COVID-19-Impfstoff an, der die dritte Stufe der klinischen Studien nicht bestanden hatte.
Er trifft sich mit internationalen Partnern, um sie über systemische Menschenrechtsverletzungen zu informieren, einschließlich derjenigen gegen Krimtataren auf der seit 2014 von Russland besetzten Krim.

#### Krim
Umjerow ermöglichte 2017 die Freilassung von zwei politischen Gefangenen aus dem Kreml, den Krimtataren Ahtem Chiygoz und Ilmi Umerov. Im Jahr 2020 richtete er ein ressortübergreifendes Koordinationszentrum ein, das sich mit der Freilassung ukrainischer politischer Gefangener befasst. Im März 2020 initiierte Umjerow parlamentarische Anhörungen zur Aufhebung der Besetzung und Wiedereingliederung der Krim und Sewastopols, um ein einheitliches, strategisches Dokument zur Rückkehr der Region in die Ukraine zu erarbeiten. Das Dokument soll Teil der Entwicklungsstrategie der Ukraine 2030 werden. Umjerow kommuniziert regelmäßig mit den ukrainischen Behörden über den Austausch von politischen Gefangenen und Kriegsgefangenen der Krim. Im Juli 2020 entwarf er eine Erklärung der Werchowna Rada über die Unrechtmäßigkeit einer gesamtrussischen Abstimmung über Änderungen der Verfassung der Russischen Föderation, die das Krimgebiet betreffen. Die Erklärung wurde von 306 Abgeordneten unterstützt. Im September desselben Jahres schloss sich Umjerow einer vom Nationalen Sicherheits- und Verteidigungsrat der Ukraine eingerichteten Gruppe an, die eine staatliche Strategie für die Räumung der Krim und Sewastopols entwickelte. Er wurde vom parlamentarischen Menschenrechtsausschuss unterstützt.
Die Krim-Plattform wurde im Dezember 2020 von der Werchowna Rada gegründet, und Umjerow wurde zusammen mit Mustafa Abduldschemil Dschemiljew, Ahtem Chiygoz, Jelysaweta Jasko und Wadym Halaitschuk zum Vorsitzenden gewählt. Seine Ziele sind die Umsetzung eines parlamentarischen Weges im Rahmen einer einheitlichen staatlichen Strategie der De-Okkupation und Reintegration der Krim sowie die Schaffung einer interparlamentarischen Versammlung, die sich für die Wiederherstellung der Kontrolle über Teile des Schwarzen und Asowschen Meeres einsetzt. Präsident Volodymyr Zelenskyy wird die internationalen Bemühungen zum Schutz der Rechte der Krimbewohner und zur Räumung der Halbinsel koordinieren. Die Vereinigten Staaten, Kanada, das Vereinigte Königreich, die Türkei, Moldau und die Slowakei erklärten sich daraufhin bereit, sich an der Initiative zu beteiligen, die etwa 20 Gesetzentwürfe über die indigenen Völker der annektierten Halbinsel, den Status des krimtatarischen Volkes und Änderungen der Verfassung der Ukraine in Bezug auf die Krim ausarbeitet. Vorgeschlagene Gesetzentwürfe befassen sich mit der Wasserversorgung, politischen Gefangenen und der Abschaffung der freien Wirtschaftszone der Krim mit Russland.
Er verfasste einen parlamentarischen Appell an die UN, das Europäische Parlament, PACE, die OSZE Parlamentarischen Versammlungen, die NATO und die BSEC, in dem er die vorübergehende Besetzung der Krim und Sewastopol sowie die Verletzung der Menschenrechte und Freiheiten verurteilte und die Freilassung der ukrainischen politischen Gefangenen forderte. Der Aufruf wurde von 314 Abgeordneten unterstützt.

### Soziales Engagement
Umjerow unterstützt seine krimtatarischen Landsleute in der Ukraine und im Ausland. Seit 1999 nimmt er an studentischen, öffentlichen und wohltätigen Veranstaltungen teil, einzeln und als Teil von Organisationen. Er war 2007 einer der Gründer der Gemeinschaft der Krimtataren, die sich auf die regionale Vertretung der Krimtataren in der Ukraine und die Stärkung des sozialen, kulturellen und bildungspolitischen Dialogs innerhalb der Gemeinschaft in Kiew und anderen ukrainischen Städten konzentriert. Umjerow war im selben Jahr Mitbegründer der internationalen Organisation Bizim Qırım, deren Ziel es ist, die nationalen Interessen zu wahren und die Wiederherstellung der politischen, sozioökonomischen, kulturellen, sprachlichen und religiösen Rechte des krimtatarischen Volkes zu fördern.
Von 2011 bis 2013 war er Mitbegründer und Präsident des Crimean Development Fund, der sich zum Ziel gesetzt hat, die soziale Aktivität der Krimbewohner bei der Bildung einer verantwortungsvollen Gemeinschaft und der Überwindung der Deportation der Krimtataren von 1944 zu fördern. Umjerow wurde 2012 Mitbegründer und Vorstandsmitglied der Crimean International Business Association. Zu den Zielen des Verbandes gehörten die Unterstützung bei der Umsetzung einer Strategie zur Entwicklung der Krim-Wirtschaft, die Förderung kleiner und mittlerer Unternehmen, die Einführung vielversprechender Technologien, die Entwicklung internationaler Zusammenarbeit und die Verbesserung des Investitionsklimas in der Region.
Umjerows Familie finanzierte die Restaurierung der Orta Cami Moschee in Bachtschyssarai aus dem 17. Jahrhundert als Teil eines nationalen Projekts zur Wiedergewinnung des kulturellen und historischen Erbes der Krim. Die rekonstruierte Moschee, die rund 95 Jahre lang nicht genutzt wurde, wurde am 16. August 2013 wieder eröffnet.
2013 war Umjerow Mitbegründer der ASTEM Foundation. Die Stiftung zielt darauf ab, das öffentliche Leben durch die Unterstützung von Initiativen in den Bereichen soziale Innovation, regionale Gemeinschaften, Bildung, Medizin, Sport, Kultur, Menschenrechte und Religionsfreiheit zu verbessern. Sie hat das ukrainische Emerging-Leaders-Programm an der Stanford University bezahlt, das ukrainische Politiker, Anwälte, Sozialunternehmer, Geschäftsleute und Gemeindeleiter in Fähigkeiten ausbilden soll, die zur Lösung von Entwicklungsproblemen in der Ukraine beitragen. Umjerow gründete 2014 die Evkaf Foundation, um die Entwicklung muslimischer Gemeinden zu unterstützen, Wohltätigkeit zu leisten und bürgerlichen Aktivismus zu fördern.
Der Schlepper Yañı Qapu der ukrainischen Marine, der während des Zwischenfalls in der Straße von Kertsch im November 2018 vom russischen Militär beschädigt wurde, konnte im Mai 2020 mit Unterstützung der ASTEM Foundation repariert werden.

#### Nationaler Wohlfahrtsfonds der Krim
Umjerow ist Mitbegründer und Vorstandsmitglied des Crimean National Welfare Fund, einer internationalen Wohlfahrtsorganisation, die nationale Programme finanziert und bedürftige Krimtataren unterstützt.  Umjerow gründete 2014 die Evkaf Foundation, um die Entwicklung muslimischer Gemeinden zu unterstützen, Wohltätigkeit zu leisten und bürgerlichen Aktivismus zu fördern.
Der Schlepper Yañı Qapu der ukrainischen Marine, der während des Zwischenfalls in der Straße von Kertsch im November 2018 vom russischen Militär beschädigt wurde, konnte im Mai 2020 mit Unterstützung der ASTEM Foundation repariert werden.

#### Friedensverhandlungen und angebliche Vergiftung
Umjerow war bei den Friedensverhandlungen zwischen Russland und der Ukraine im März 2022 nach dem russischen Einmarsch in die Ukraine anwesend. Laut der unabhängigen Website Meduza wurde Umjerow vom Kreml und russischen staatlich kontrollierten Medien beschuldigt, für die USA zu spionieren und die Verhandlungen absichtlich in die Länge zu ziehen, um der Ukraine zu nützen. Am 28. März wurde berichtet, dass Umjerow, der russische Milliardär Roman Abramowitsch und ein weiterer Abgeordneter nach dem Vorfall Symptome entwickelten, die auf eine Vergiftung hindeuteten, darunter „rote Augen, ständiges und schmerzhaftes Tränen und sich schälende Haut an Händen und im Gesicht“. Die drei Unterhändler flogen nach Istanbul, um dort medizinisch versorgt zu werden. Umjerow postete später auf Facebook, dass es ihm „gut“ gehe, und bat die Menschen, „unbestätigten Informationen“ nicht zu vertrauen.